# Шетски район
Шетски район (на казахски: Шет ауданы) е съставна част на Карагандинска област, Казахстан, с обща площ 65 800 км2 и население 41 986 души (по приблизителна оценка към 1 януари 2020 г.).
Административен център е село Аксу-Аюли (6000 души, 1999, 95 % казахи).